# Linofilm
Linofilm ist der Name einer Setzmaschine, die im Fotosatzverfahren arbeitet. Sie wurde 1954 von der Mergenthaler Linotype Company aus Brooklyn, New York entwickelt.
Die Linofilm besteht aus zwei Teilen, dem Taster und dem Fotoautomat.
Auf dem Taster wird zuerst der zu setzende Text erfasst. Der Setzer arbeitet an einer elektrischen Schreibmaschinentastatur. Die Maschine erstellt dabei einen Lochstreifen mit Steuerbefehlen für den Fotoautomat sowie einen Ausdruck in Klarschrift für Kontrollzwecke. Der Lochstreifen wird danach in der Fotomaschine eingelesen.
Der Fotoautomat ist in einem kompakten, geschlossenen Gehäuse untergebracht. Der Lochstreifen steuert nun die Funktionen des Belichters, der nach dem elektromechanischen Prinzip arbeitet. Eine Elektronenblitzröhre belichtet das gewünschte Zeichen durch eine Scheibe mit negativen Schriftzeichen auf einen lichtempfindlichen Film oder Papier.
Ein optisches System aus Reflektoren und Spiegeln steuert die verschiedenen Positionen auf dem Fotomaterial an.
Die Linofilm kann 18 verschiedene Schriftscheiben mit jeweils vollständigem Zeichensatz in ihr Magazin aufnehmen und während des Setzens auf sie zugreifen. Der Lochstreifen enthält die nötigen Daten, um Die Schriftgröße, den Durchschuss und die Nummer der Schriftscheibe einzustellen. Durch eine Dicktenkarte für jede Schrift kann die Maschine die Zeichenabstände automatisch einstellen. Der Elektronenblitz der Maschine kann um 43000 Zeichen von 6 bis 36 Punkt in der Stunde belichten. Die mögliche Satzbreite beträgt bis 28 Cicero und kann 88 Zeichen je Zeile umfassen.
Als Ergänzung zur Linofilm gibt es noch den Linofilm Korrektor und den Composer. Der Korrektor erlaubt es, in einem belichteten Film die zur korrigierenden Zeilen herauszuschneiden und  durch die ebenfalls auf Film vorliegenden korrekten Zeilen zu ersetzen; sie werden im Stumpfschweißverfahren einmontiert. Mit dem Composer ist es möglich, die Schriftgröße noch weiter zu verändern. Es lassen sich Größen von 4 bis 100 Punkt erreichen. Der Composer kann Kolumnen bis 90 Cicero Breite und beliebiger Länge montieren. Dadurch eignet sich die Maschine besonders für den Satz von Großanzeigen, aber auch für Tabellen und Akzidenzen.